# Палица
Па́лица (уменьшительное от общеславянского пала, палка «дубина, посох, полено»), или дубинка, дубина, ослоп, ослопина, дрючок — древнейшее с эпохи палеолита холодное оружие ударно-раздробляющего действия, происходящее от обычной деревянной палки.
Оружием беднейших пеших ратников Русского войска являлись ослопы — дубины, утыканные гвоздями или обитые железом. Дубины применялись и в судебных поединках. В этом контексте они упоминаются в Судебнике 1497 года: «а доспеху и дубин и ослопов стряпчим и поручником у себя не держати».

## Конструкция
Подобный деревянный инструмент, как правило, состоит из рукояти и ударно-боевой части в виде утолщения или массивного навершия (головки). Рукоять и массивное утолщение составляют единое целое.
Палица может отличаться от обычной дубины или ослопа, во-первых, меньшим весом, во-вторых, большей приспособленностью к бою, и в-третьих, наличием так называемых «укреплений», то есть железных обручей, наверший, иногда с деревянными, каменными или металлическими шипами. Рукоятка может снабжаться петлёй для надевания на кисть руки.
Длина палицы доходила до 1,2 м, масса — до 10 кг.
С законодательной точки зрения дубинка может быть приравнена к холодному оружию. Одновременно с этим некоторые специальные виды дубинок (например, бейсбольные биты) признаются спортивным инвентарём.
Дальнейшим развитием палицы являются перначи и булавы — металлические палицы.

## История
Это древнейший и простейший тип оружия, как охотничьего, так и боевого.
Палица была оружием пеших и конных воинов, могла использоваться и в качестве метательного оружия.
Палица была любимым оружием епископов и аббатов, которые также принимали участие в средневековых войнах и крестовых походах. По свидетельству хрониста Гийома Бретонского, участник третьего крестового похода и альбигойских войн епископ Бове Филипп де Дрё ловко пользовался своей палицей в историческом сражении при Бувине (1214), свалив с её помощью с коня и пленив английского военачальника графа Уильяма Солсбери по прозвищу «Длинный Меч».
Палица упоминается в русских былинах, в Ипатьевской летописи: «а до того палицами и камнями бились („прѣже бо того палицами и камениемъ бьяхуся“)».
Палицами охотно пользовались князья и их дружинники, о чём говорится, например, в «Сказании о Мамаевом побоище» — палицей вооружился перед боем великий князь Дмитрий Иванович Донской: «Князь же великий… И сел на лучшего своего коня, и, взяв копье своё и палицу железную, выехал из рядов, хотел раньше всех сам сразиться с погаными». Также палица была оружием разбойников, в частности, в русских народных разбойничьих песнях упоминаются дубины из вяза.
Во время Первой мировой войны дубинки активно применялись регулярными войсками для вооружения солдат в траншейной войне, когда в рукопашных схватках в тесных окопах применять длинные винтовки со штыками и длинные сабли было затруднительно. Такие дубинки назывались траншейными дубинками.
В современности палица сохранилась у некоторых племён Африки и Юж. Америки, в том числе как охотничье оружие. Дубинка была самым первым оружием, но активно применяется и сегодня в качестве простого, но вполне эффективного орудия самообороны.